# کلاه‌پارچه‌ای حبابی
کلاه‌پارچه‌ای حبابی (نام علمی: Mycena stylobates) نام یک گونه از سرده کلاه‌پارچه‌ای‌ها است.